# نبرد آرکوله
نبرد آرکوله (انگلیسی: Battle of Arcole) نبردی بود که در ۱۵ تا ۱۷ نوامبر سال ۱۷۹۶ میان فرانسه و نیروهای اتریش در ۲۵ کیلومتری جنوب شرقی ورونا در طول جنگ ائتلاف اول، که بخشی از جنگ‌های انقلاب فرانسه بود رخ داد.